# 劳恩哈根
劳恩哈根是德国下萨克森州的一个市镇。总面积9.73平方公里，总人口1437人，其中男性689人，女性748人（2011年12月31日），人口密度148人/平方公里。